# Джиммі Бріан
Джиммі́ Бріа́н (фр. Jimmy Briand, нар. 2 серпня 1985, Вітрі-сюр-Сен) — французький футболіст, нападник клубу «Бордо».
Виступав, зокрема, за «Ренн», «Генгам» та «Ліон», з яким став володарем Кубка Франції та Суперкубка Франції, а також національну збірну Франції.

## Клубна кар'єра
Народився 2 серпня 1985 року в місті Вітрі-сюр-Сен, що неподалік від Парижа, в родини вихідців з Антильських островів. Першим клубом в його кар'єрі став «Іврі», в юнацьку команду якого Джиммі прийшов у сім років та залишався там до тринадцяти років. 
1998 року він перейшов в Академію Клерфонтен. Після прибуття Джиммі підписав договір з «Ренном» про приєднання до клубу після трирічної підготовки в Клерфонтені. В академії він заробив хороші відгуки та порівняння з Тьєррі Анрі. Незабаром Бріан почав грати за юніорську збірну Франції, де став основним гравцем
2001 року Джиммі перейшов в академію «Ренна». Там він швидко почав привертати увагу багатьох провідних європейських клубів, зокрема, «Манчестер Юнайтед», тренер якого Алекс Фергюсон особисто приїхав подивитися на Бріана в березні 2003 року. Кілька тижнів по тому, 20 травня 2003 року, він дебютував у Лізі 1 вийшовши на заміну в матчі проти Парі Сен-Жермен. Тоді ж він, разом з Йоанном Гуркюффом та Жаком Фаті виграв Кубок Гамбарделла у складі юнацької команди «Ренна». У фіналі був обіграний «Страсбур» з рахунком 4:1, Бріан відзначився один раз. У січні 2004 він підписав з клубом контракт. Кілька наступних сезонів Джиммі провів у запасі, основним гравцем він став лише в сезоні 2005/06. Два наступних сезони гравець провів у стартовому складі і без травм, але 26 березня 2009 року, перебуваючи на тренуванні зі збірної Франції, порвав хрестоподібні зв'язки та вибув з ладу на 6 місяців.
14 червня 2010 року президент ліонського «Олімпіка» Жан-Мішель Ола оголосив про придбання Бріана. Контракт був підписаний на 4 роки, сума трансферу склала  7,4 млн. євро. 2012 року допоміг команді виграти Кубок та Суперкубок Франції. За чотири сезони відіграв за команду з Ліона 160 матчів у всіх змаганнях та забив 34 голи. 
22 серпня 2014 перейшов до німецького «Ганновер 96» на правах вільного агента. Після одного сезону за сімейними обставинами вирішив повернутися до Франції.
3 серпня 2015 підписав контракт з «Генгамом», обравши саме цей клуб через те, що тренером був його колишній одноклубник Жослен Гурвеннек. Три роки поспіль Бріан був найкращим бомбардиром бретонського клубу, забивши 32 голи в 118 матчах у всіх змаганнях.
10 серпня 2018 перейшов до «Бордо». Станом на 23 грудня 2019 провів за команду з Бордо 64 матчі та забив 15 голів.

## Виступи за збірну
З 2004 по 2006 рік виступав за молодіжну збірну Франції і в її складі брав участь у чемпіонаті Європи серед молодіжних команд 2006, на якому разом зі збірною дійшов до півфіналу. 
24 травня 2007 року Бріан був вперше викликаний до розташування національної збірної Франції  на матчі відбору на Євро-2008 проти Грузії та Україна, але на поле не вийшов. Дебютував у збірній 11 жовтня 2008 року в матчі проти збірної Румунії. До збірної востаннє викликався 2012 року, загалом провів у формі головної команди країни 5 матчів.

## Титули і досягнення
- Володар Кубка Франції (1):

«Ліон»: 2011-12
- Володар Суперкубка Франції (1):

«Ліон»: 2012